# Zoboomafoo
Zoboomafoo er en amerikansk tv-serie for børn med dukker i hovedrollerne. Programmet havde premiere i USA i 1999 og var dengang pionerer inden for pædagogiske børneprogrammer. Nye afsnit af Zoboomafoo sendes dagligt på det reklamefrie netværk PBS i USA.
| Fjernsyn | Spire Denne artikel om et tv-program er en spire som bør udbygges. Du er velkommen til at hjælpe Wikipedia ved at udvide den. |